# Enzima artificial

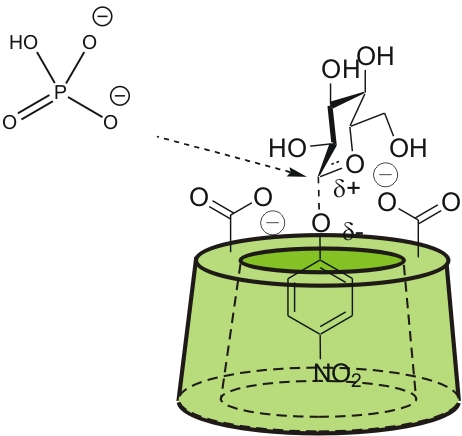
Representação de uma enzima artificial.

Enzima artificial (mimetização enzimática) consiste em uma molécula orgânica ou íon sintético, os quais apresentam a capacidade de recriar a função de uma enzima natural. Essas estruturas artificiais são, em maioria, pequenos complexos moleculares que simulam as propriedades espectroscópicas ou a reatividade de uma enzima natural.

### Funcionamento
Enzimas são proteínas que atuam como catalisadores em sistemas biológicos (biocatálise). A catálise consiste em acelerar a velocidade com que a reação química ocorre por meio do desenvolvimento de uma nova rota, com menor energia de ativação, para a reação em que o catalisador está acelerando. Em relação a biossistemas, a função de catalisador é desempenhado pela enzima, ou seja, os diferentes tipos de enzimas atuam nos seres vivos acelerando a velocidade em que ocorrem algumas reações vitais para a manutenção da vida orgânica. 
Em reações catalisadas por enzimas, o reagente é conhecido como substrato, e o intermediário formado entre o substrato e a enzima é conhecido como complexo. Quanto a estrutura da enzima, a região da enzima onde ocorre a interação com o substrato é conhecido como sítio ativo

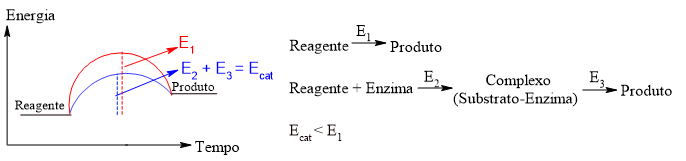
Comparação entre a energia de ativação (Ea) de uma reação com a presença de um catalisador/enzima (azul) e sem a presença de um catalisador/enzima (vermelho).

### Tipos
As enzimas desempenham grande papel para a sustentação dos organismos vivos, sendo elas responsáveis por acelerar os processos bioquímicos responsáveis pela manutenção de um ser vivo. As enzimas são caracterizadas em 7 diferentes grupos de acordo com o tipo de substrato padrão que elas possuem. Sendo esses grupos:
- G1 Oxidorredutases – Catalisam reações de Oxirredução.

- G2 Transferases – Catalisam reações de transferência de grupos funcionais entre diferentes moléculas.
- G3 Hidrolases – Catalisam reações de hidrólise.
- G4 Liases – Catalisam reações de eliminação.
- G5 Isomerases – Catalisam reações de isomerização de uma molécula.
- G6 Ligases – Catalisam reações de formação de ligações covalentes entre duas moléculas.
- G7 Translocases – Catalisam a movimentação de íons ou moléculas através da membrana plasmática.

As nanoenzimas são nanomateriais que possuem a capacidade de atuar como uma enzima artificial. Essas nanoenzimas possuem diversas aplicações, tais como terapia para tratamento de tumores, degradação de poluentes, detecção de ions e moléculas, entre outras funções.

### História
O termo "nanoenzima" foi proposto em 2004 por Pasquato, Scrimin  para descrever a ação catalítica desempenhada por uma nanoestrutura em uma reação de transfosforilação, a partir desse momento nanoenzima passou a ser a terminologia geral para descrever qualquer nanoestrutura que possui a capacidade de similar a ação de uma enzima. No entanto, desde o final do século XX já vinham sendo descobertas diversas nanoestruturas que atuavam como catalisadores em biossistemas. 
Em 2016, pesquisadores da Universidade de Nanjing (Nanquim - China) publicaram um livro com uma compilação das estruturas que até então eram conhecidas por atuar como uma enzima artificial. Após essa publicação diversas novas nanoestruturas vêm sendo desenvolvidas com o proposito de atuarem como biocatalisadores.

### Tipos
Existem diversos tipos de nanoenzimas, e não existe uma nomenclatura consolidada que englobe todas as nanoenzimas conhecidas. Contudo, para efeito de organização, essas nanoestruturas podem ser catalogadas de acordo com o esqueleto base da nanopartícula.

#### Derivados de Carbono
O Carbono (C) é o elemento base para o desenvolvimento da vida como é conhecida. Devido a sua estrutura química, existem diversas estruturas moleculares possíveis de se obter a base do carbono, e dentre elas estão as nanoestruturas de carbono (grafeno, nanotubo, fulereno, etc.). As nanoestruturas de carbono, são estudadas com diversos objetivos diferentes, e dentre eles estão as possíveis aplicações dessas estruturas como nanoenzimas. Um exemplo de nanoenzima baseada em carbono, é uma nanoestrutura derivada do fulereno que atua como antioxidante. 

#### Derivados de Ferro
O Ferro (Fe) é um metal de transição indispensável para a manutenção da vida humana e está na base do desenvolvimento de diversas tecnologias e materiais do nosso cotidiano. As nanopartículas de ferro são, em maioria, derivadas de óxidos de ferro e em maioria mimetizam as oxidorredutasses, especificamente a classe das peroxidasses.

#### Derivados de Ouro

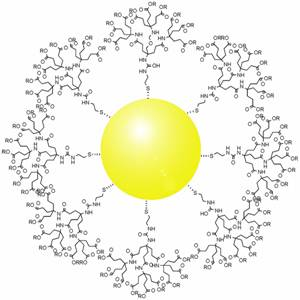
Representação de uma nanopartícula de Ouro.

O Ouro (Au) é um metal pesado com baixa reatividade química, sendo muito utilizado na fabricação de joias e produção de eletrônicos. Nos últimos anos diversos estudos vêm sendo realizados visando melhorar a compreensão dos possível usos desse elementos em diferentes materiais. Dentre os estudos realizados estão o desenvolvimento de nanopartículas de ouro que apresentaram a capacidade de catalisar reações de oxidação, sendo assim esses materiais possuem grande similaridade com as enzimas oxidorredutases.

### Funcionamento[7]
As nanoenzimas possuem como característica fundamental a capacidade de mimetizar uma enzima natural. De forma geral, as nanoenzimas são muito menores do que as enzimas naturais, com isso elas apresentam como foco a mimetização da região a qual ocorre a interação da enzima com o seu substrato, ou seja, com o sítio ativo da enzima.
Tendo em vista o efeito de mimetização desempenhado pelas nanoenzimas, não há uma um modelo preciso que descreva o funcionamento de todas as nanopartículas que apresentam possibilidade de atuar como uma enzima artificial. No entanto, sabe-se que as nanoenzimas possuem características intrínsecas em sua estruturas que as aproximam das enzimas naturais, ou seja, elas possuem substratos, pH, temperatura de ação e cinética química semelhantes. Com isso, conhecendo a nanoestrutura e a enzima natural que ela está mimetizando é possível prever como será a ação da nanoenzima.

### Usos e Perspectivas
Devido ao baixo custo de produção e a grande estabilidade, as nanoenzimas vêm demonstrado um grande espectro de sistemas com possíveis aplicações. Dentre os usos das nanoenzimas, estão em destaque o auxílio no diagnóstico de doenças (diagnóstico de Ebola), de terapia antitumoral, bioanálises e monitoramento ambiental.

#### Diagnóstico de Tumores
Nos últimos anos, estudos demonstram o potencial uso de nanoenzimas em testes de detecção de genes, alterações em células e em tecidos que estão relacionados ao desenvolvimentos de certos tipos de câncer. Com isso, o aprimoramento dessas técnicas auxiliará na criação de novos testes para acelerar na detecção de tumores malignos e consequentemente aumentar as chances de sucesso nos tratamentos.

#### Detecção de Poluentes ambientais
Desde o desenvolvimento inicial das nanoenzimas, elas vêm sendo usados como técnica de detecção de pequenas moléculas orgânicas, e íons metálicos. Com isso, nas últimas décadas diversas nanoenzimas com capacidade de identificar contaminantes ambientais estão sendo desenvolvidas. Dentre elas, destaca-se a nanoenzyme baseada no Fe3O4  que atua detectando Glicose e fosfato orgânico.